# Pholidoscelis pluvianotata
Espèce
Synonymes
- Ameiva pluvianotata Garman, 1887

Pholidoscelis pluvianotata est une espèce de sauriens de la famille des Teiidae.

## Répartition
Cette espèce est endémique de Montserrat.

## Systématique et taxinomie
La sous-espèce Ameiva pluvianotata atrata a été élevée au rang d'espèce par Malhotra et Thorpe en 1999.

## Publication originale
- Garman, 1887 : On the West Indian Teiids in the Museum of Comparative Zoology. Bulletin of the Essex Institute, vol. 19, p. 1-12 (texte intégral).